# Jeannine Mestre
Jeannine Mestre Alexander (Barcelona, 1947) es una actriz española.

## Biografía
Hija y sobrina respectivamente de las bailarinas de ascendencia inglesa Jeannette e Yvonne Alexander, su carrera se ha desarrollado principalmente en el teatro. Comienza a actuar en el grupo Cátaro, dirigido por Alberto Miralles. Trabaja para la televisión alemana durante dos años junto a Albert Boadella y José Luis Gómez. Con él participa en obras como Lisístrata, de Aristófanes (1972), Gaspar, de Peter Handke (1973) y Woyzeck, de Georg Büchner (1976).
Ha interpretado textos de Jean Anouilh, Shakespeare, Francisco Nieva, Marguerite Duras, Luigi Pirandello, Federico García Lorca y Eugène Ionesco, entre otros. 
Con el Centro Dramático Nacional representa numerosas obras, destacando recientemente en Flor de Otoño, junto a Fele Martínez; Delirio a dúo, con Gerardo Malla y Tórtolas, crepúsculo y... telón, en cuyo amplio reparto figuran Esperanza Roy y Manuel de Blas o como directora en Las tierras de Alvargonzález, montaje basado en textos de Antonio Machado.
Además de aparecer esporádicamente en cine (La ciudad quemada, Me llamo Sara) y en televisión (¿Quién da la vez?, Querido maestro), ha intervenido en el concierto de Luis de Pablo Viatjes i flors, con textos de Mercè Rodoreda; en la ópera Luz de oscura llama, de Eduardo Pérez Maseda y en el concierto y poesía del siglo XV titulado El triunfo del amor, dirigido por Jordi Savall con la Capella Reial de Catalunya.

## Trayectoria

### Teatro
| - La loba (2012) - Tórtolas, crepúsculo y... telón (2010) - Las tierras de Alvargonzález (dirección) (2009) - Delirio a dúo (2008) - Función Beckett: La última cinta de Krapp, Qué palabra, Nana, Fragmento de Teatro II (2006) - Trenes que van al mar (2006) - Flor de Otoño (2005) - Coriolano (2005) - Por un sí, por un no (2001) - Los misterios de la ópera (2000) - Llanto por Ignacio Sánchez Mejías (1998) - Lobas y zorras (1998) - Kvetch (1995-96) - Roberto Zucco (1993) | - A la glorieta (1992) - Els gegants de la muntanya (1990) - Eclipse total (1988) - Motor (1988) - Savannah Bay (1986) - Kabaret para tiempos de krisis (1984) - Don Álvaro o la fuerza del sino (1984) - El mito de Edipo Rey (1982) - El sueño de una noche de verano (1980) - Woyzeck (1976) - Antígona (1975) - Gaspar (1973) - Lisístrata (1972) - Veraneantes (1970) |

### Cine
| - La noche que murió Elvis, de Oriol Ferrer (2010) - Incautos, de Miguel Bardem (2004) - Me llamo Sara (Em dic Sara), de Dolores Payás (1998) - Una mujer bajo la lluvia, de Gerardo Vera (1992) - El placer de matar, de Félix Rotaeta (1988) - La señora, de Jordi Cadena (1987) - Vértigo en Manhattan, de Gonzalo Herralde (1981) - Memorias de Leticia Valle, de Miguel Ángel Rivas (1980) - Las rutas del Sur, de Joseph Losey (1978) | - La ciudad quemada, de Antoni Ribas (1976) - El valle de las viudas, de Volker Vogeler (1975) - No profanar el sueño de los muertos, de Jorge Grau (1974) - La otra imagen, de Antoni Ribas (1973) - Goya, historia de una soledad, de Nino Quevedo (1971) - El conde Drácula, de Jesús Franco (1970) - Cuadecuc, vampir, de Pere Portabella (1970) - Umbracle, de Pere Portabella (1970) - Jutrzenka (Un invierno en Mallorca), de Jaime Camino (1969) |

### Televisión
- El viaje vertical (2008)
- Querido maestro (1997)
- ¿Quién da la vez? (1995)
- Lazos (1994)
- El tren de Lenin (1990)
- Goya (1985)
- Proceso a Mariana Pineda (1984)
- Anillos de oro (1983)
- Hablamos Español (1971)

## Premios y candidaturas
Fotogramas de Plata
| Año  | Categoría              | Montaje | Resultado     |
| ---- | ---------------------- | ------- | ------------- |
| 1996 | Mejor actriz de teatro | Kvetch  | Semifinalista |